# 에어버스 헬리콥터
에어버스 헬리콥터(Airbus Helicopters SAS) 또는 구명칭 유로콥터 그룹(Eurocopter Group)은 1992년에 프랑스의 아에로스파시알(Aérospatiale)과 독일의 다임러 크라이슬러 에어로스페이스(DASA)가 합병해서 설립한 다국적 헬리콥터 생산 및 지원 회사다.
2001년 유로콥터의 세계 시장 점유율은 40%이었으며, 미국 시장 점유율은 30%였다. 유로콥터는 계속된 합병에 의해 EADS의 자회사가 되었다.

## 생산품
- Bo-105
- MBB/가와사키 BK 117 (가와사키 중공업과 공동개발)
- 유로콥터 EC135
- 유로콥터 EC145
- 유로콥터 EC155
- 유로콥터 EC635
- 유로콥터 콜리브리 (EC 120 B) (하르빈 항공 제조 회사와 공동생산)
- 유로콥터 쿠거
- 유로콥터 도핑
- 유로콥터 Ecureuil
- 유로콥터 페넥
- 유로콥터 팬더
- 유로콥터 EC225
- 유로콥터 타이거

유로콥터는 62.5%의 지분으로 NH90 다용도 헬리콥터 프로젝트에 참여하고 있다. 유로콥터의 일부 헬기들은 위에서 쳐다보았을 때, 시계 방향으로 로터가 회전한다. 이것은 대부분의 미국산 헬기와 다른 점이다. 독일에서 개발된 모델들(BK 117, EC 135, EC 145, UHT Tiger, Bo 105, 기타)은 시계방향으로 회전하지 않는다.

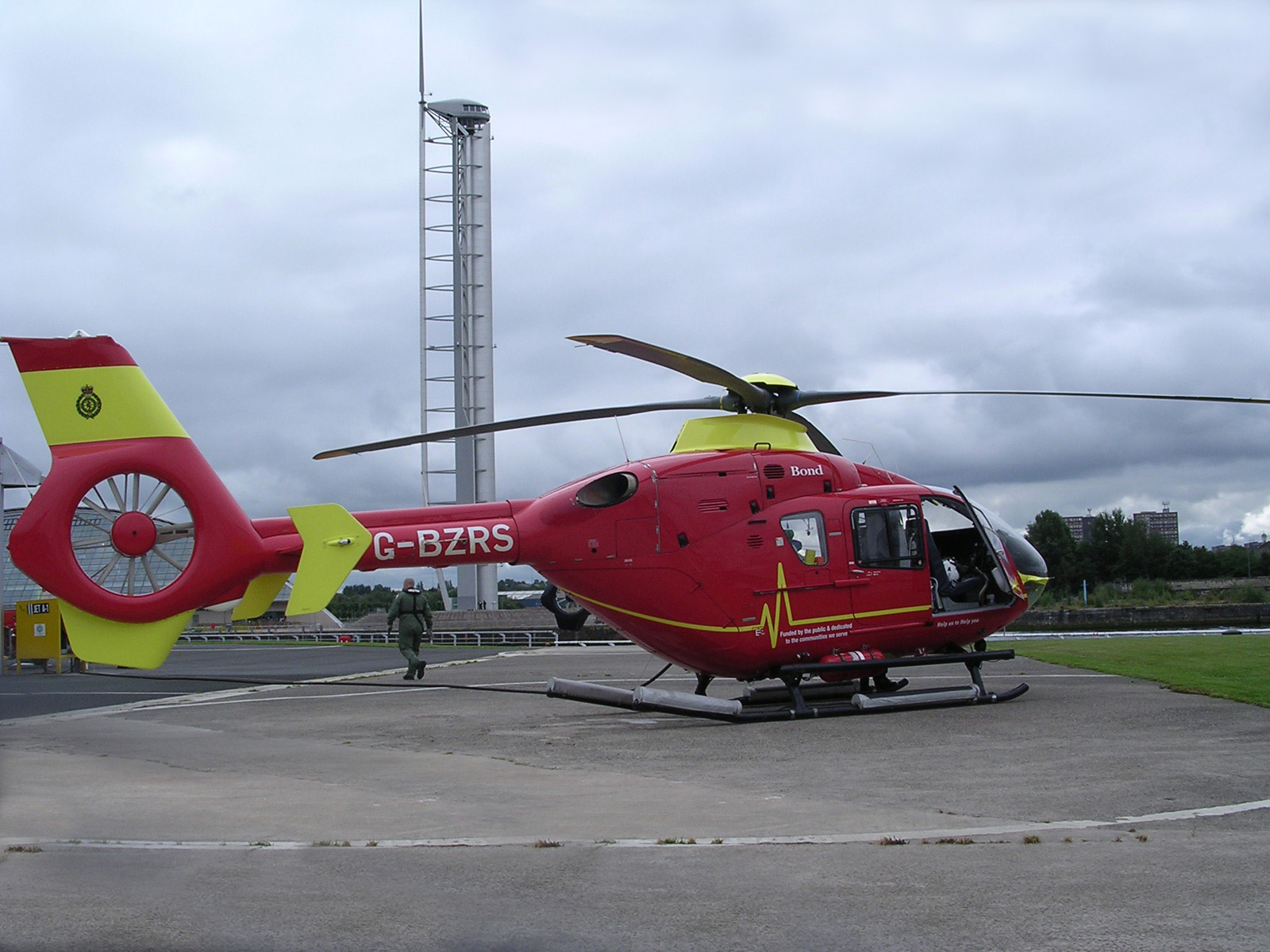
유로콥터의 fenestron은 사진과 같은 유형의 밀폐형 꼬리날개(enclosed tail-rotor)를 의미한다.

유로콥터는 밀폐형 꼬리날개를 주로 생산한다. 이것은 기존의 노출형 꼬리날개(tail-rotor)보다 더 효율적이고 안전하다는 장점을 가졌다.

## 갤러리

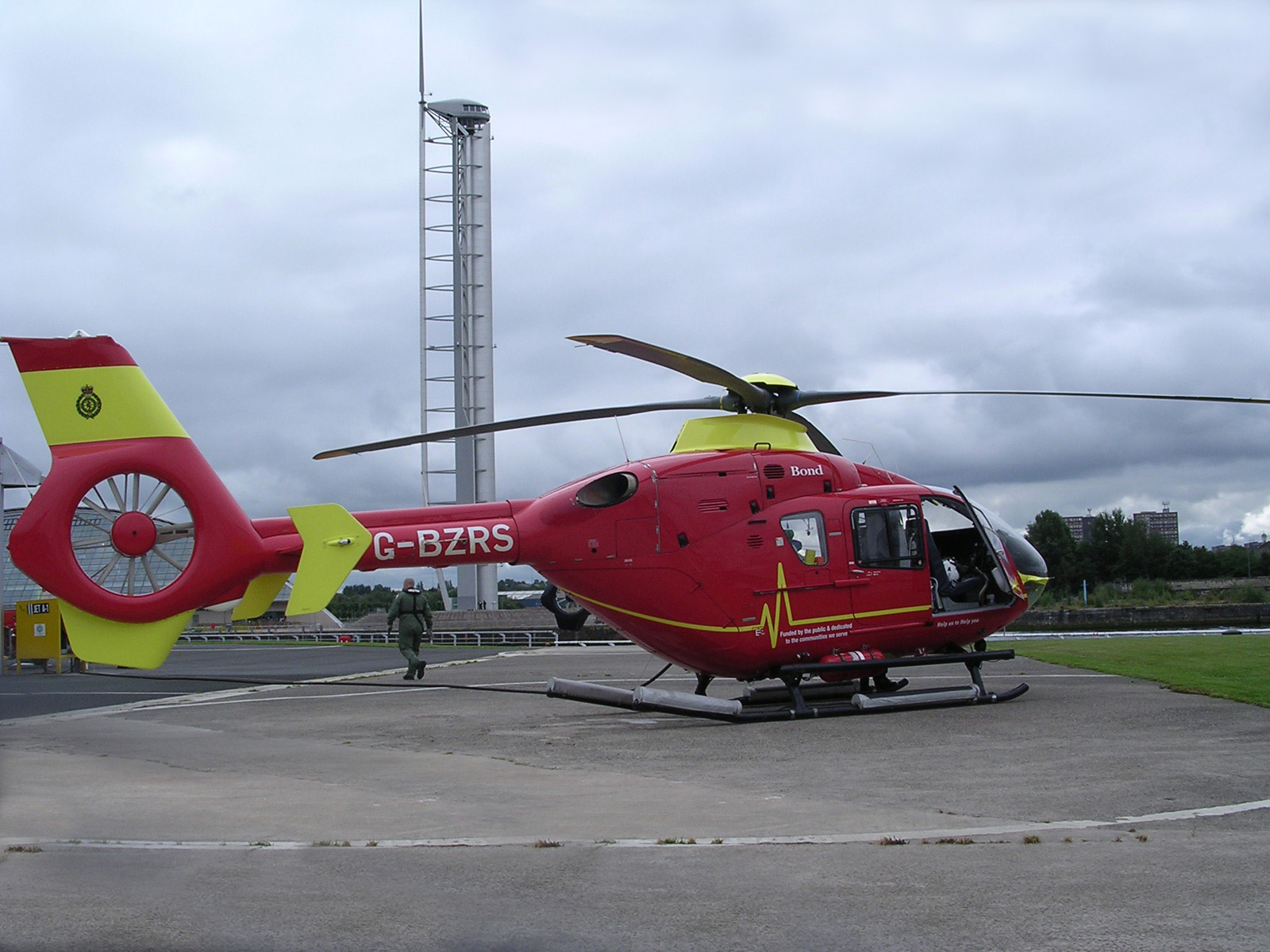
EC-135
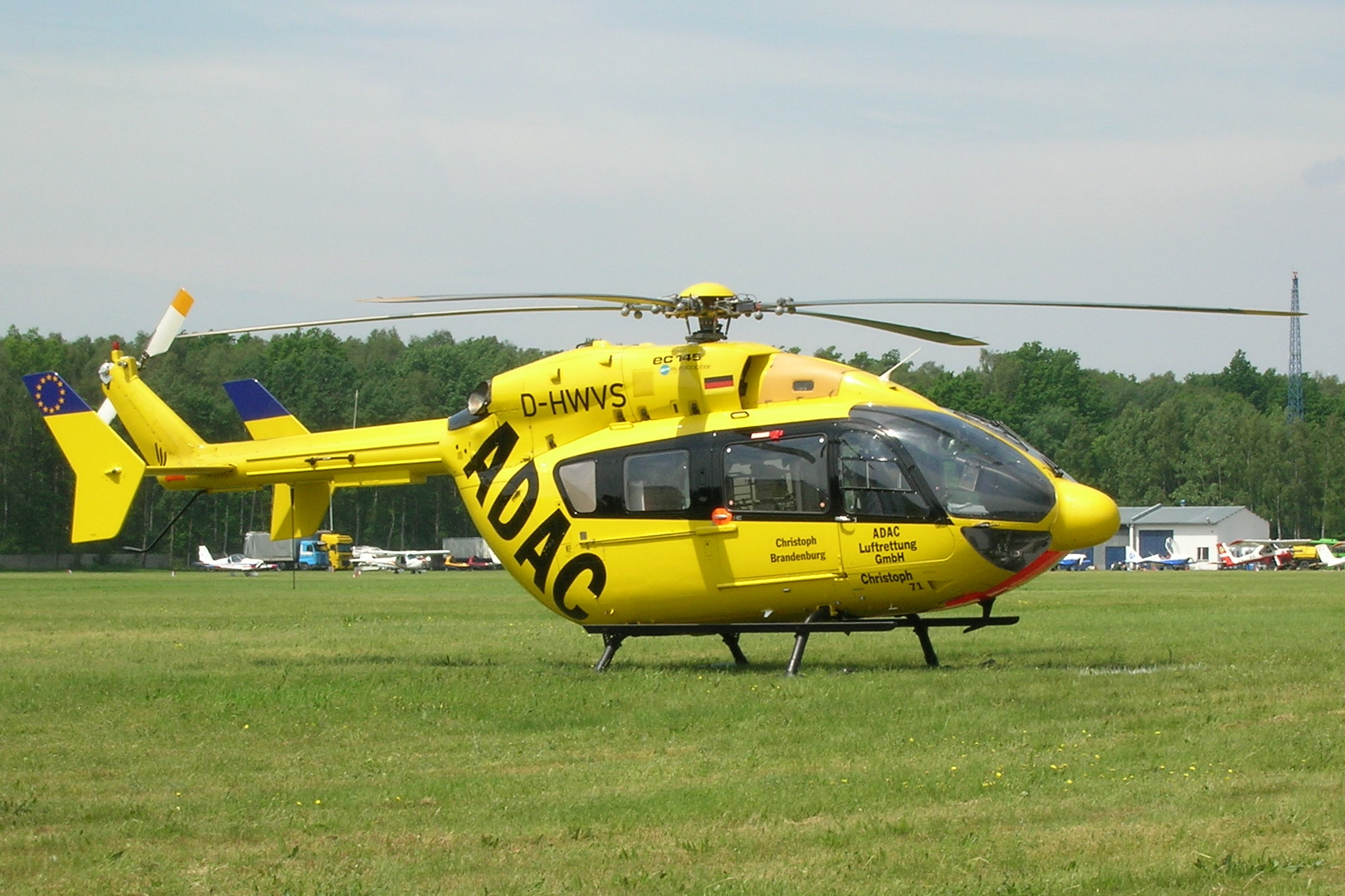
EC-145
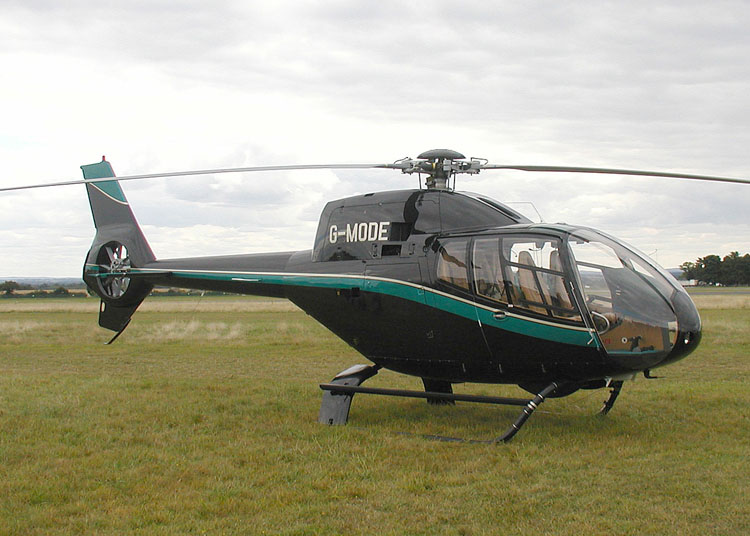
Colibri
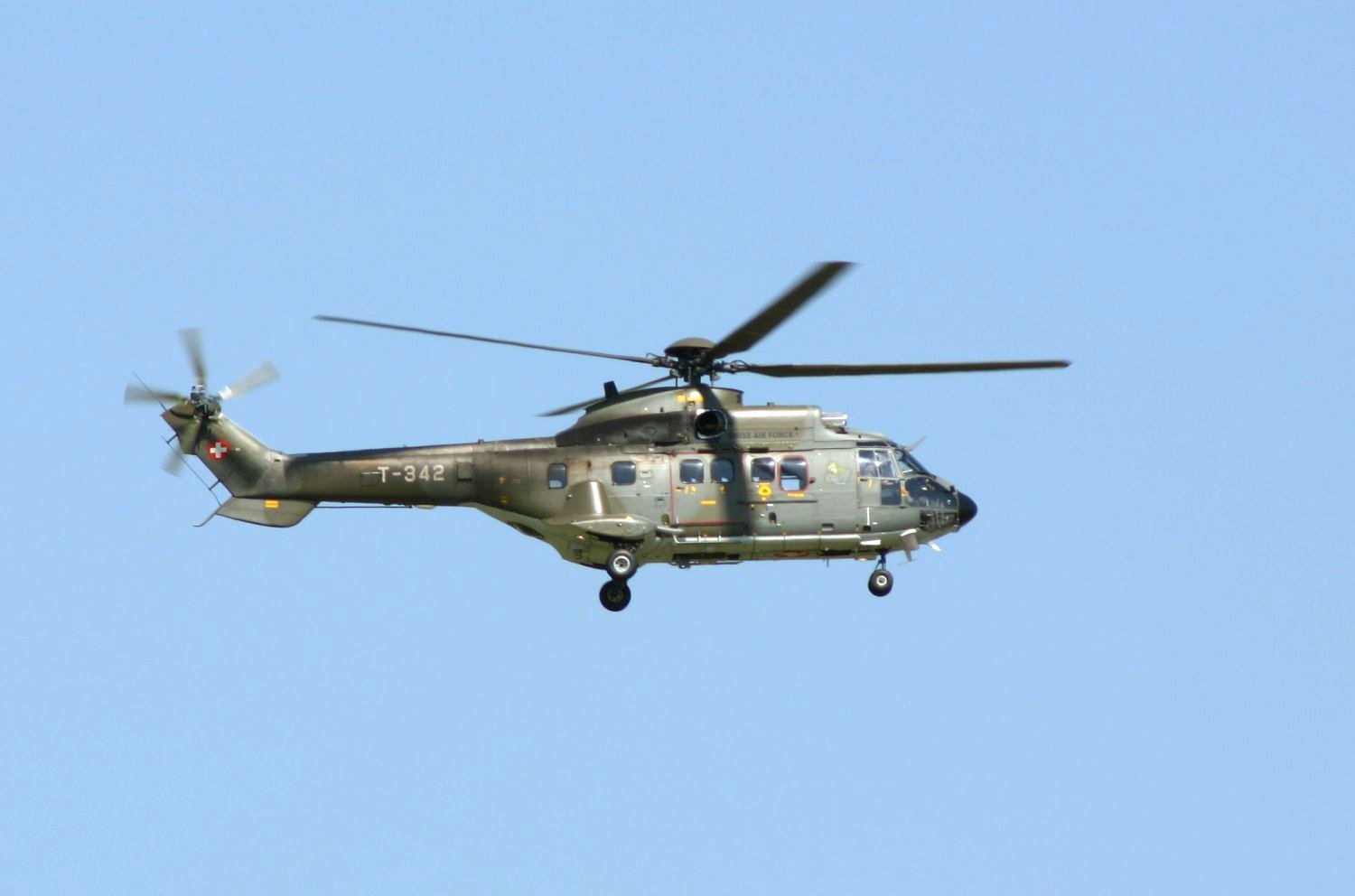
Cougar
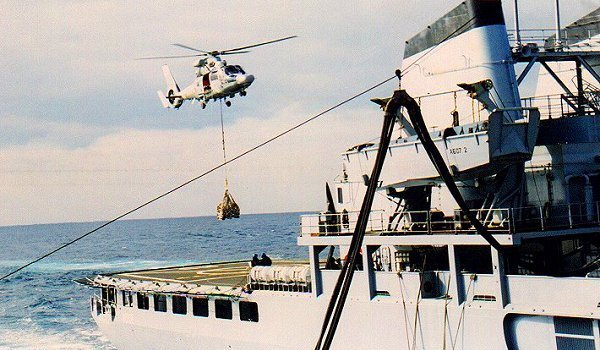
Panther
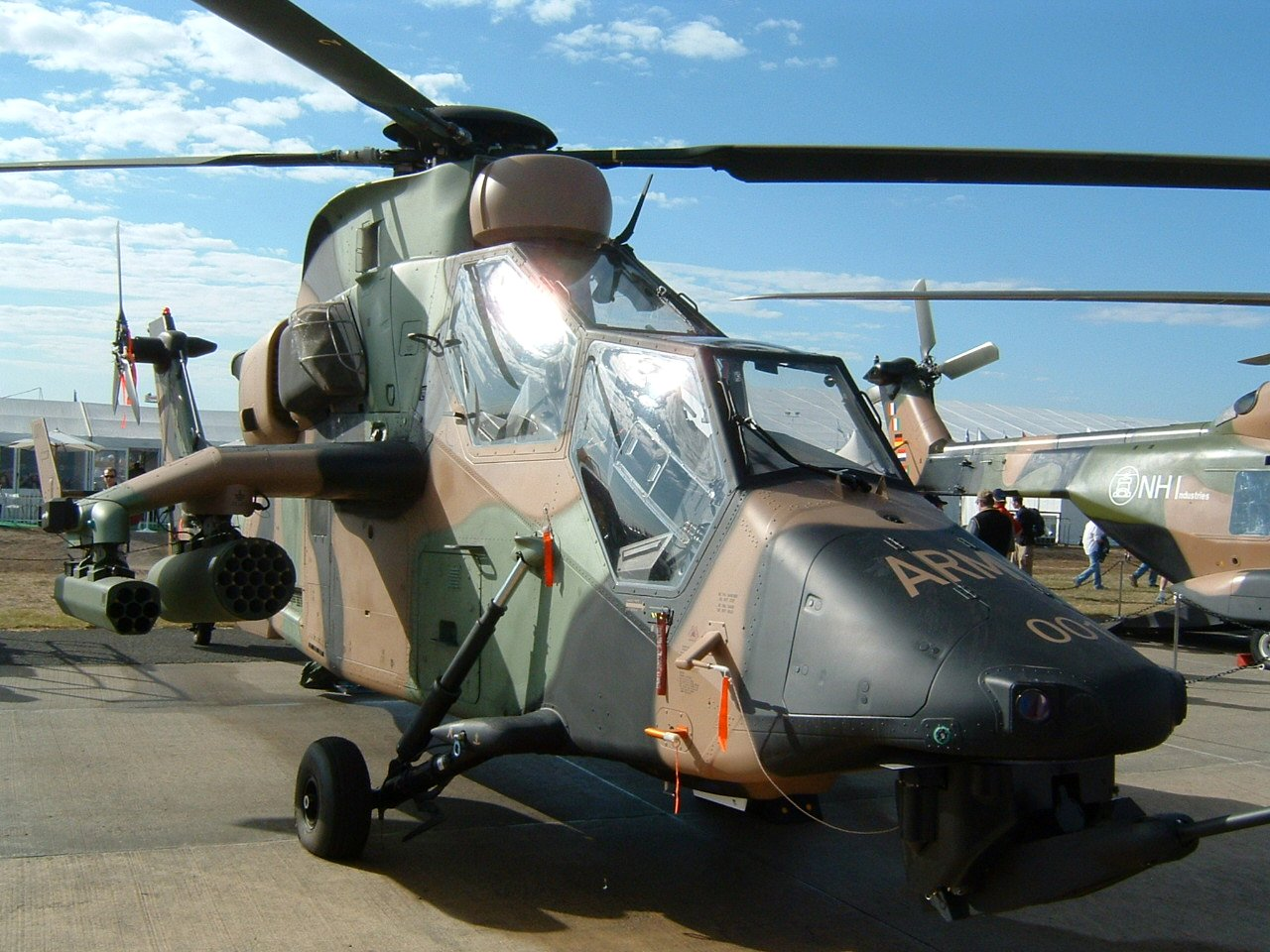
Tiger

## 같이 보기
- 한국형 헬기 사업
- 한국형 공격헬기 사업
- 아구스타웨스트랜드 AW-139
- 유로콥터 쿠거
- 수리온
- 수리온 해상작전헬기